# ファン・オブ・ア・ファン:ジ・アルバム
ファン・オブ・ア・ファン:ジ・アルバム(Fan Of A Fan:The Album)は、クリス・ブラウン×タイガのコラボレーション・アルバム。クリス・ブラウンが所属するRCA Recordsから発売された。
2010年に同年代であるクリス・ブラウンとタイガによってリリースされたミックステープ『ファン・オブ・ア・ファン』の第2弾のアルバム。CDとして商業的にリリースされるのは初の作品となる。以前から『Fan Of A Fan』の続編の準備を進めていることを明かしており、実現したアルバムとなった。

## 収録曲
1. ウエスト･サイド / Westside
2. ナッシン･ライク･ミー / Nothin' Like Me
3. エイヨー / Ayo
2014年12月にリリースされたリード・シングル。プロデュースはニック・ナックが担当。
4. ガール･ユー･ラウド / Girl You Loud
5. リメンバー･ミー / Remember Me
6. アイ･ベット / I Bet
7. D.G.I.F.U. / D.G.I.F.U.
8. ベター / Better
9. ライツ･アウト / Lights Out
10. リアル･ワン / Real One
11. ビッチーズ & マリファナ / Bitches & Marijuana
12. シー･ゴーイン･アップ / She Goin' Up
13. ロング･イン･ザ･ライト･ウェイ / Wrong In The Right Way
14. バンキン / Bunkin
15. イッツ･ヨー･シット / It's Yo Shit
16. バンジョー / Banjo

## 参加アーティスト
- 50セント
- プッシャー・T
- ファット・トレル
- リル・ブーシー
- T.I.
- ワーレイ
- タイ・ダラー・サイン